# Aeroporto di Tirana
L'aeroporto internazionale di Tirana (IATA: TIA, ICAO: LATI) è il più grande aeroporto internazionale dell'Albania. Situato a Rinas, serve principalmente la capitale Tirana e la sua prefettura. È conosciuto con il nome commerciale di Tirana International Airport Nënë Tereza in quanto intitolato alla santa cattolica albanese Madre Teresa di Calcutta.
Dallo scalo volano le seguenti compagnie: Aegean Airlines, Air Albania, airBaltic, Air Cairo, Air France, Air Montenegro, Air Serbia, Albawings, Austrian Airlines, British Airways, Buzz, Corendon Airlines, easyJet, Enter Air, Eurowings, flydubai, flynas, Freebird Airlines, Gulf Air, Iberia, Israir Airlines, ITA Airways, Jazeera Airways, LOT, Lufthansa, Norwegian Air Shuttle, Pegasus Airlines, Ryanair, Smartwings, SunExpress, Swiss International Air Lines, Transavia, TUI fly Belgium, Tunisair, e Wizz Air.

## Servizi di trasporto

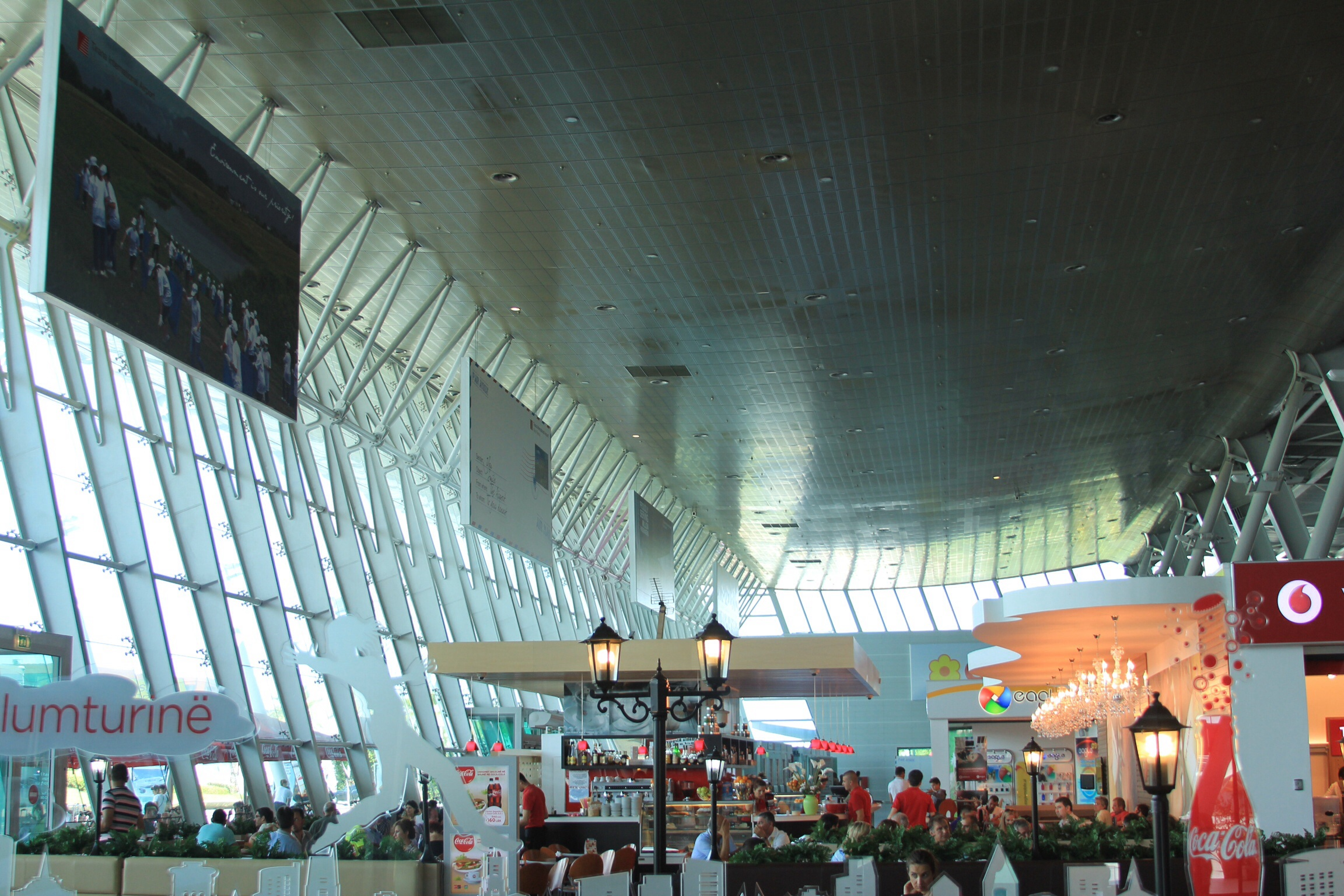
L'interno dell'aeroporto

### Bus
Una linea di collegamento veloce attiva 24 ore su 24 collega l'aeroporto con il centro di Tirana. Il servizio, che ha cadenza oraria e una durata di circa 30 minuti (per un costo di 400 lekë), è utilizzabile da e per il terminal degli arrivi e la fermata centrale dei bus, ubicata nei pressi di Piazza Scanderbeg.

### Taxi
Si può giungere all'aeroporto anche in taxi al costo di circa 20€, con durata approssimativa del viaggio di 25 minuti.

### Autonoleggio
C'è la possibilità di noleggiare un'auto. Le maggiori compagnie sono Avis, Europcar, Sixt, Ara ed altre.

### Collegamento con Durazzo
L’azienda Adis Travel and Tours fornisce un bus navetta da Durazzo che dista 33 km dall'aeroporto. Una sola andata costa circa 6€ e dura 40 minuti.

## Infrastruttura
L'aeroporto ha un terminal da cui partono e atterrano tutti gli aerei per il trasporto di passeggeri e un terminal per voli cargo; dispone di una sola pista in asfalto lunga 2 746 metri. Non ci sono manicotti d'imbarco: pertanto l'imbarco dei passeggeri viene effettuato tramite scale.
Nella struttura si trova un'unica area fumatori, la sala del Segafredo Bar. Sono presenti altri numerosi bar, aperti un'ora prima dal primo volo di giornata e chiusi all'ora dell'ultimo volo di giornata. Nell'aeroporto è presente anche una sala business aperta da poco dotata di servizio cucina e di tabellone di partenze e arrivi. I servizi speciali sono disponibili per passeggeri con mobilità ridotta, per bambini che viaggiano non accompagnati (da 6 a 12 anni di età), per passeggeri che viaggiano con un neonato e per passeggeri che chiedono un menu speciale. Il 31 luglio 2023 è stato inaugurato il nuovo terminal che aiuterà a gestire con maggiore efficacia il flusso di passeggeri.

## Storia
L'aeroporto fu costruito in un periodo di due anni, dal 1955 al 1957. Tuttavia, Tirana aveva servizi di compagnie aeree commerciali antecedenti. L'aviazione nazionale inizia nel 1926 quando la compagnia aerea tedesca Adria-Aero-Lloyd ottiene il monopolio per tutte le rotte aeree nazionali nel paese e inizia a servire Tirana e Scutari, Corizza e Valona. Queste operazioni si dimostrarono non redditizie e la compagnia aerea vendette i suoi diritti alla società italiana Ala Littoria che aprì rotte regolari nel 1935 tra Tirana e Scutari, Kukës, Peshkopi, Kuçovë, Valona e Argirocastro. Nel 1938, la compagnia aerea Jugoslavija Aeroput introdusse voli commerciali regolari che collegavano Tirana con Belgrado, in Serbia, con uno scalo a Ragusa, in Croazia.

## Incidenti
- Il 3 ottobre 2006 il volo Turkish Airlines 1476, partito da Tirana e diretto a Istanbul, viene dirottato da Hakan Ekinci nello spazio aereo greco. L'aereo, con 107 passeggeri e 6 membri dell'equipaggio, invia due segnali di dirottamento in codice che vengono intercettati dall'aeronautica militare greca. Il volo viene accompagnato da due aerei fino ad atterrare all'aeroporto di Brindisi-Casale. Ekinci aveva dirottato l'aereo perché cercava asilo politico in Italia. Fu arrestato in attesa del processo[3].
- Il 30 giugno 2016 tre persone armate entrano nel terminal cargo dell'aeroporto e rubano denaro per un valore che supera i 3 milioni di euro. Il denaro avrebbe dovuto essere trasportato all'estero. L'episodio provocò preoccupazione per la sicurezza nazionale[4].

## Statistiche
Questo grafico non è disponibile a causa di un problema tecnico.
Si prega di non rimuoverlo.
Vedi la query Wikidata di origine.